# Evangelische Kirche Laakirchen

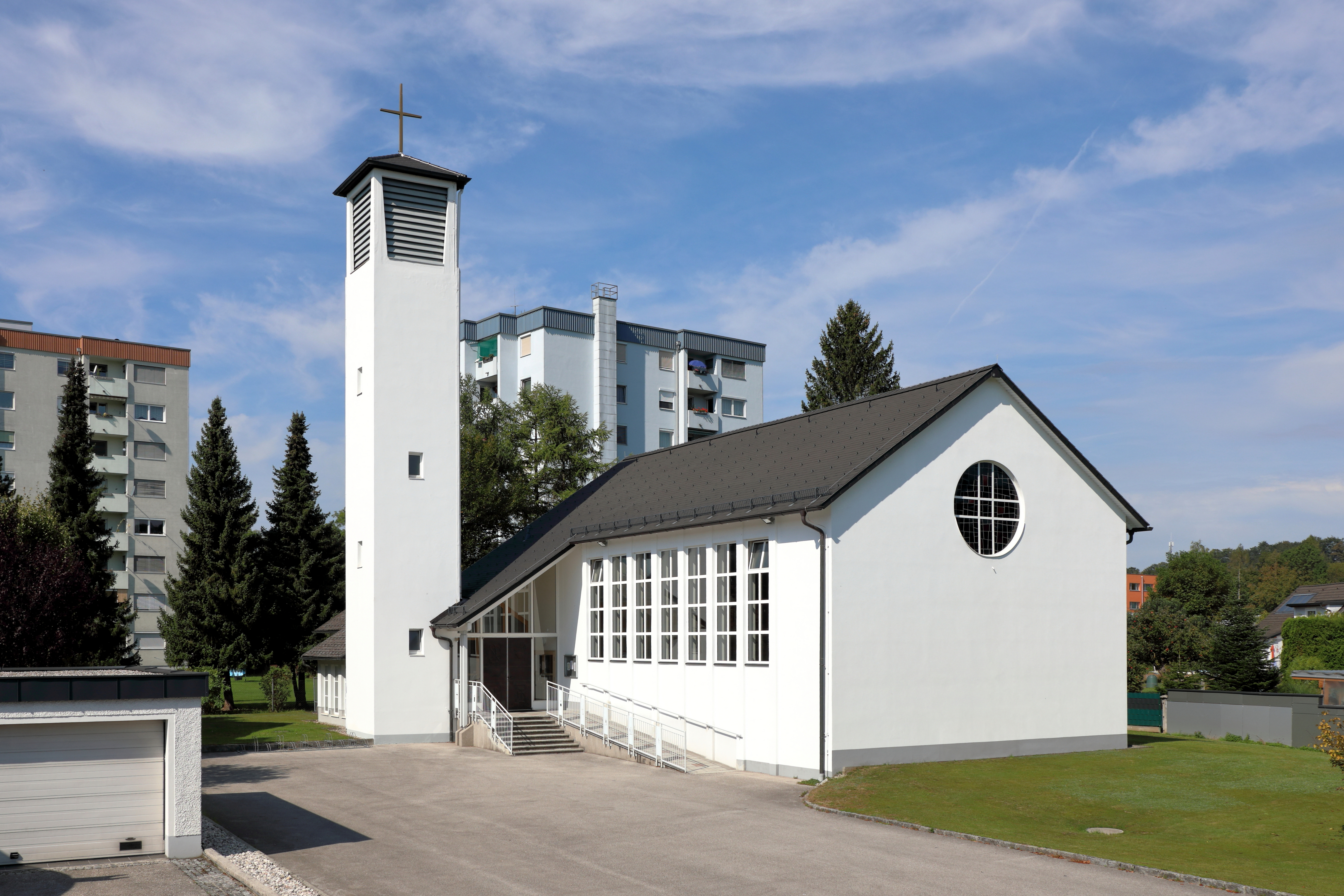
Dreieinigkeitskirche in Laakirchen

Die Evangelische Kirche Laakirchen in der Stadtgemeinde Laakirchen in Oberösterreich stammt aus den Jahren 1961–1964. Die Evangelische Tochtergemeinde A.B. Laakirchen ist in den Seelsorgeraum der Evangelischen Pfarrkirche Gmunden eingegliedert. Die Pfarrgemeinde ist Teil der Evangelischen Kirche A.B. in Österreich und gehört zur Evangelischen Superintendentur Oberösterreich. Die Kirche von Laakirchen wird auch Dreifaltigkeitskirche bzw. Dreieinigkeitskirche genannt.

## Die evangelische Kirche
Die Grundsteinlegung zur Kirche der Tochtergemeinde Laakirchen erfolgte am 12. November 1961. Die Einweihung erfolgte 1964 durch Superintendent Wilhelm Mensing-Braun. 1966 spendete eine Gemeinde aus Württemberg zwei alte Orgeln. Die Firma Windtner verwendete 476 Pfeifen und fertigte eine neue Orgel daraus. Seit 1973 verfügt die Kirche über eine 650 kg schwere Glocke, gefertigt bei Graßmayr in Innsbruck. Die Glocke trägt den Namen Philipp Melanchthon.
Dem Zeitgeist der 1960er Jahre entsprechend, ist die Kirche innen und außen zweckmäßig gehalten.

## Geschichte der evangelischen Gemeinde
Das durch Kaiser Joseph II. erlassene Toleranzpatent von 1781 erlaubte die Wiedererrichtung evangelischer Pfarrgemeinden in den habsburgischen Landen. Im heutigen Österreich wurden bis 1795 insgesamt 48 Toleranzgemeinden geschaffen. In der Gegend um Laakirchen wurde die damals vorgeschriebene Mindestgröße für eine eigene Gemeinde nicht erreicht, nächstgelegene Toleranzgemeinde war Wels, die nächste Kirche war ab den 1870er Jahren die Evangelische Kirche von Gmunden. 
Nach dem Zweiten Weltkrieg stieg durch die Ansiedlung von vertriebenen Siebenbürger-Sachsen der protestantische Bevölkerungsanteil in Laakirchen an. In den 1950er Jahren war in der Hauptschule eine Predigtstelle eingerichtet. Im Jahr 1956 verkaufte die römisch-katholische Pfarrgemeinde Laakirchen der evangelischen Pfarrgemeinde ein Grundstück in der Größe von ca. 2.300 m². Der Kirchenbauverein konstituierte sich 1957. Im November 1961 begannen die Bauarbeiten. Im Dezember 1964 erfolgte die Kirchenweihe auf den Namen Dreieinigkeitskirche. Ein Gemeindezentrum mit Gemeindesaal und Büros wurde ab 1995 errichtet.
Zum Seelsorgeraum der Evangelischen Pfarrkirche Gmunden gehören heute die Evangelischen Kirchen in Gmunden, Ebensee, Scharnstein und Laakirchen.

## Demographische Besonderheit im Bezirk Gmunden
Der Bezirk Gmunden besitzt die höchste Dichte an evangelischen Sakralbauten im Bundesland Oberösterreich. Von den 20 politischen Gemeinden verfügen über die Hälfte über ein evangelisches Kirchengebäude. Im Gerichtsbezirk Bad Ischl kommen auf sieben politischen Gemeinden auch sieben evangelische Kirchen. Im Gerichtsbezirk Gmunden kommen auf 13 politische Gemeinden vier evangelische Kirchengebäude. Dies sind die Kirchen Gmunden, Laakirchen und Scharnstein sowie die Kirche in Vorchdorf (Pfarrsprengel Stadl-Paura).